# Ladysmith, Wisconsin
Ladysmith är administrativ huvudort i Rusk County i Wisconsin i USA. Vid 2010 års folkräkning hade Ladysmith 3 414 invånare.

## Kända personer från Ladysmith
- Lois Capps, politiker
- Ron Kovic, författare